# Нагрів
Нагрів (рос. нагрев, нагревание; англ. heating (up), англ. heat; нім. Aufwärmung f) - це:
1. Дія і стан за значенням робити щось гарячим або теплим.
2. Ступінь, до якого що-небудь нагріто.
3. Поверхня чого-небудь, площа, яку нагрівають.

Протилежне: охолодження

## Дотичний термін
Нагрівання (укр. нагрівання; рос. нагревание; англ. heating (up); нім. Aufwärmen n) — дія за значенням робити що-небудь гарячим або теплим. Наприклад, нагрівання зв'язуючого при брикетуванні вугілля, вентиляційного струменя шахти у холодну пору року тощо.